# Quercus sicula
Quercus sicula är en bokväxtart som beskrevs av Borzì. Quercus sicula ingår i släktet ekar, och familjen bokväxter. Inga underarter finns listade i Catalogue of Life.